# 沈成烈
沈成烈，字筱湄，浙江蕭山縣人，晚清官員、畫家。

## 生平
同治四年（1865年）乙丑科進士，選翰林院庶吉士，改兵部主事，旋即告归。工書畫，精楷書，善繪蘭石。有《许闲山馆诗钞》。